# Saraszy
Saraszy (ros. Сараши) – wieś (sieło) w Rosji, w Kraju Permskim, w rejonie bardymskim. W 2010 liczyła 1446 mieszkańców.

## Urodzeni
- Szarifzian Kazanbajew – radziecki wojskowy.